# Diócesis de Severino
La diócesis de Severino (en latín: Dioecesis Severinensis) fue una circunscripción eclesiástica de la Iglesia católica en Rumania. Se trataba de una diócesis latina, sufragánea de la arquidiócesis de Kalocsa. Fue suprimida por la conquista otomana en octubre de 1524.

## Territorio y organización

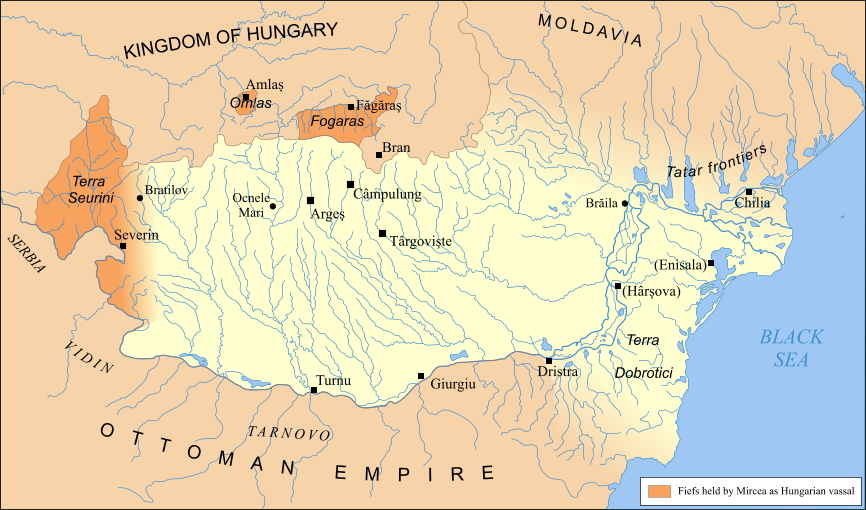
Mapa de Valaquia circa 1390

La diócesis extendía su jurisdicción sobre los fieles católicos de rito latino residentes en parte del Principado de Valaquia.
La sede de la diócesis se encontraba en la ciudad de Severino (hoy llamada Drobeta-Turnu Severin), en donde dentro de la fortaleza de hallaba la Catedral de Severino de Nórico.

## Historia

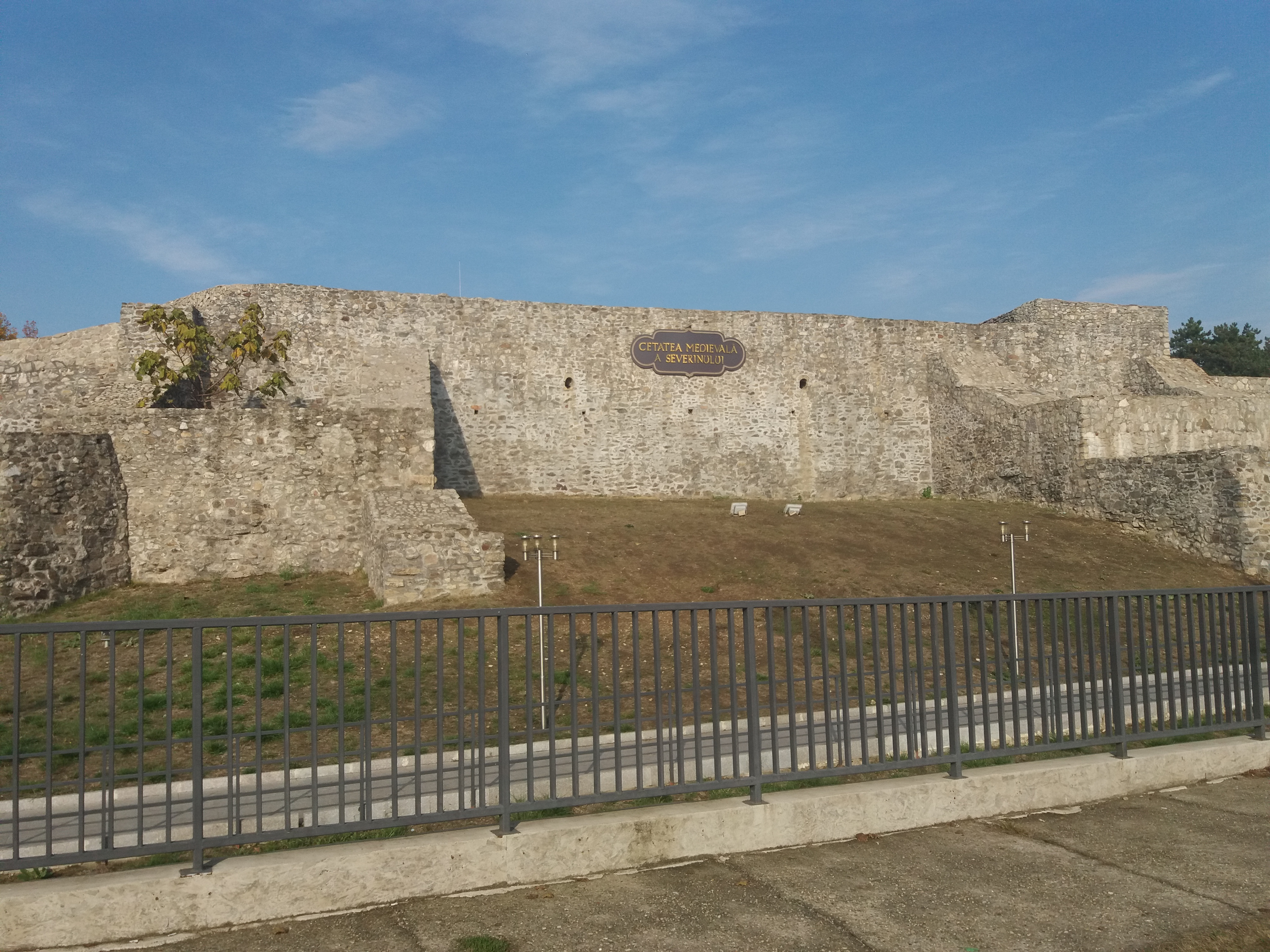
Ruinas de la fortaleza de Severino, dentro de la cual había una iglesia gótica

Tras la actividad misionera llevada a cabo a partir del siglo XIII por las órdenes mendicantes franciscana y dominica, se desarrollaron varias comunidades católicas de rito latino en los territorios de la actual Rumania. Esto condujo a la erección de sedes episcopales, especialmente al sur y al este de los Cárpatos (es decir, en Valaquia y Moldavia), en su mayoría de corta duración.
En el Principado de Valaquia, hacia finales del siglo XIV se erigieron dos diócesis, la de Argeș y la de Severino, una aglomeración urbana con una ciudadela fortificada a orillas del río Danubio, centro político de particular interés bajo el control de los voivodas de Valaquia. La diócesis era sufragánea de la arquidiócesis de Kalocsa.
La fortaleza de Severino fue tomada por el Imperio otomano en 1417 y en 1427 y destruida. Tras ser defendida por la Orden Teutónica, pasó a control de Hungría en 1436. En el siglo XV parte de la nobleza de Severino era hungarizada y católica de origen rumano. La ciudad fue sitiada y conquistada por los otomanos en octubre de 1524, lo que provocó el fin de la diócesis.

## Episcopologio
- Gregorio † (mencionado en 1382)
- Luca Giovanni, O.F.M. † (antes de 1390-? falleció)
- Francesco, O.F.M. † mencionado en 1394)
- Nicola Demetrio † (18 de junio de 1399-?)
- Giacomo Cavalli † (1412-?)
- Dionigi † (? falleció)
- Domenico † (27 de mayo de 1437-?)
- Stefano, O.S.B. † (2 de junio de 1447-?)
- Stefano † (20 de julio de 1498-? falleció)
- Gregorio † (29 de abril de 1500-?)
  - Clemente † (12 de mayo de 1508-?) (obispo titular?)